# Chatroulette
Chatroulette es un sitio web basado en la videoconferencia y cuya originalidad radica en la aleatoriedad de los participantes. Los visitantes empiezan aleatoriamente a conversar con un extraño, pudiendo en cualquier momento abandonar la conversación para empezar otra. Chatroulette se creó para hablar y para conocer a gente de otros países.

## Descripción
Chatroulette fue creado por  Andrej Ternowskij, un estudiante de 17 años de Moscú, Rusia, y empezó a funcionar en noviembre de 2009. Pasó de tener 500 visitantes al mes a 50 000 en un mes. Por marzo, Ternovskiy estimó 1,5 millones de visitantes, un tercio de los cuales provenían de Estados Unidos.
El sitio web utiliza Adobe Flash para mostrar la cámara web. La red flash P2P permite a casi todas las secuencias de vídeo y de audio viajar directamente entre los computadores de los usuarios, sin necesidad de utilizar el ancho de banda del servidor. En marzo de 2010, Ternovsky dirigía el sitio desde su dormitorio, con la ayuda de cuatro programadores que trabajan de forma remota. Tras una fase de crecimiento inicial financiada por una inversión de 10 000 dólares de sus padres, el sitio se sustenta con enlaces de publicidad de un servicio de citas en línea.

## Programación de Chatroulette
Chatroulette estaba anteriormente programado con Adobe Flash 10.4, sin embargo ese sistema ha quedado obsoleto, haciendo que los navegadores no sean compatibles. Debido a ello, tuvieron que migrar a otros lenguajes. El que usa actualmente es JavaScript para que sea más dinámico al usuario y sea accesible a los navegadores. Aplican con un sistema P2P para que sea a tiempo real la comunicación, sea descentralizado en la red y no tengan problemas con el servidor central.